# 全国頸髄損傷者連絡会
全国頸髄損傷者連絡会（ぜんこくけいずいそんしょうしゃれんらくかい 英: Japan Association of Quadriplegics）は、頸髄損傷者の自立生活のための活動を行う民間団体である。

## 歴史
頸髄損傷者当事者によって、1974年6月に設立された。

## 会員
会員は、設立当初は30人ほどであったが、2010年では全国に800人を越えている。全国本部を中心として、栃木・東京・神奈川・愛知・岐阜・京都・大阪・兵庫・愛媛・香川・徳島・九州の各支部と北海道・福島・静岡・鳥取の地区窓口が存在する。全国本部と支部が連携し、全国レベルの問題、地域レベルの問題に対応している。会員は本人の希望により、支部または本部に所属する。

## 活動内容
全国頸髄損傷者連絡会は、頸髄損傷者相互の情報提供、親睦交流、行政交渉などを行い、頸髄損傷者の抱える問題を解決するための活動を行う。障害者インターナショナル（DPI）日本会議の構成団体として、生活基盤の確立やバリアフリー社会の実現に向けた活動を行う。